# نيكولا بولاتوفيتش
نيكولا بولاتوفيتش مواليد 14 يونيو 1971 في بودغوريتسا، جمهورية يوغوسلافيا الاشتراكية الاتحادية، هو لاعب كرة سلة مونتينيغري سابق. بدأ مسيرته الاحترافية في سنة 1990. حقق المركز الأول في بطولة أمم أوروبا لكرة السلة 1997. اعتزل اللعب في 2010.

## المسيرة الاحترافية
لعب مع نادي بودوشنوست لكرة السلة من سنة 1990 إلى 1993، ثم لعب مع نادي بارتيزان لكرة السلة في موسم 1994–1995، ثم لعب مع نادي إف إم بي لكرة السلة من سنة 1996 إلى 1998، ثم لعب مع منز سانا 1871 باسكت في موسم 2001–2002، ثم لعب مع نادي أزوفماش لكرة السلة في موسم 2003–2004، ثم لعب مع سي إس يو بلويشت في موسم 2004–2005.

## الميداليات
| الميدالية | المسابقة                         |
| --------- | -------------------------------- |
| ذهبية     | بطولة أمم أوروبا لكرة السلة 1997 |
| ذهبية     | بطولة كأس العالم لكرة السلة 1998 |

## روابط خارجية
- نيكولا بولاتوفيتش على موقع الاتحاد الدولي لكرة السلة (الإنجليزية)
- نيكولا بولاتوفيتش على موقع كرة السلة الأوروبية.كوم (الإنجليزية)
- نيكولا بولاتوفيتش على موقع ريلجم (الإنجليزية)
- نيكولا بولاتوفيتش على موقع بروبوليرز (الإنجليزية)
- نيكولا بولاتوفيتش على موقع سبورتس رفرنس (الإنجليزية)